# 中央大街
中央大街是黑龙江省哈尔滨市的主要商业街之一。南起于道里区新阳广场，北止于松花江边的防洪纪念塔广场，由方石砖（即俗称的“面包石”）铺成全长1450公尺，宽21.34公尺，亚洲最长的步行街。

## 历史
中央大街始建于1898年，原名“中国大街”（俄语：Китайская Улица），意为中国人居住的大街。
1928年7月正式改称“中央大街”并沿袭至今。
文革期间，中央大街曾改名为“防修大街”。
1986年哈尔滨市人民政府将中央大街确定为保护建筑街路。
1996年8月，哈尔滨市政府启动中央大街改造工程，决定将其改造成步行街。
1997年6月1日，中央大街步行街正式开放，成为中国大陆第一条商业步行街。

## 建筑

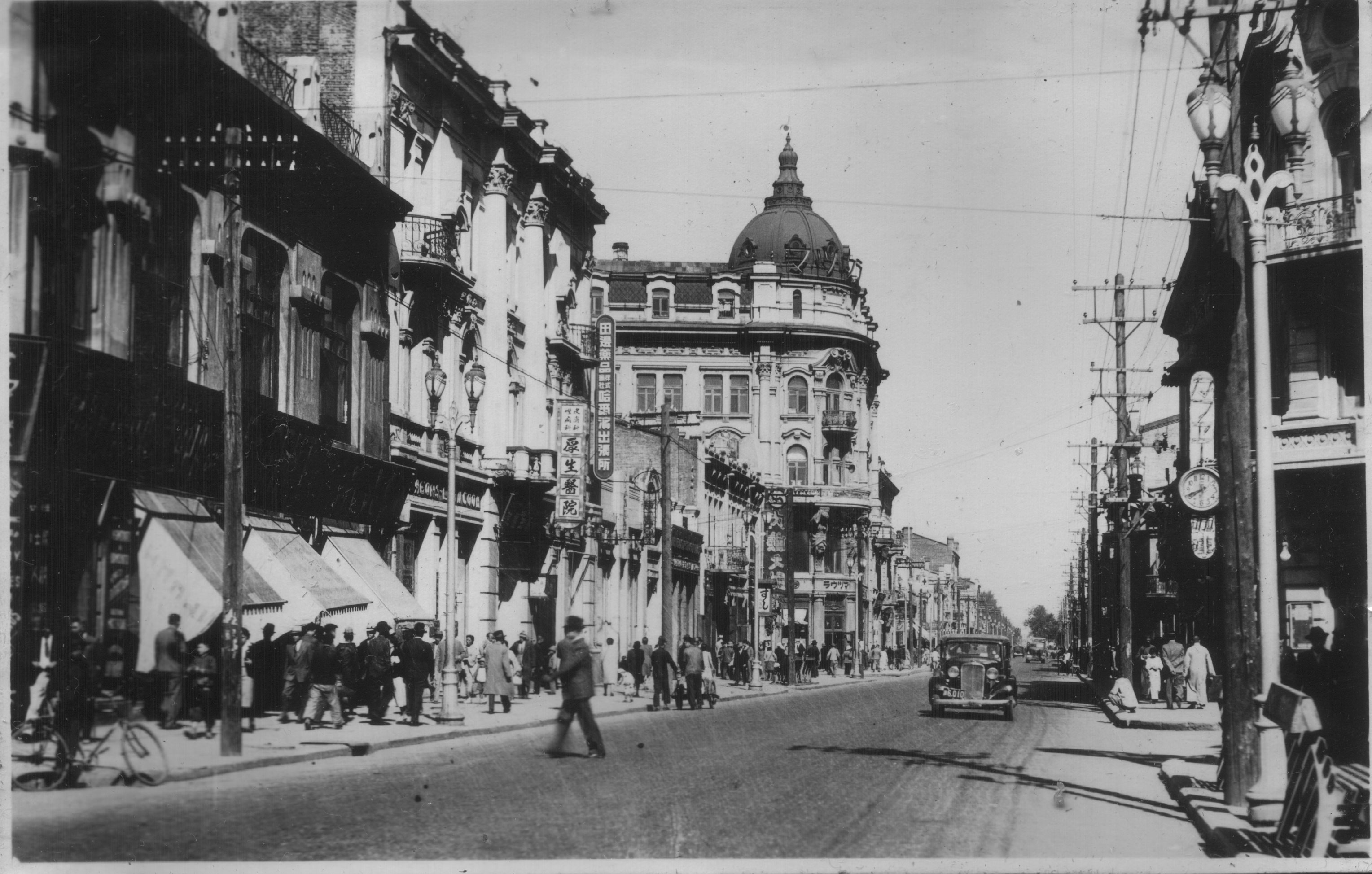
1940年的中央大街

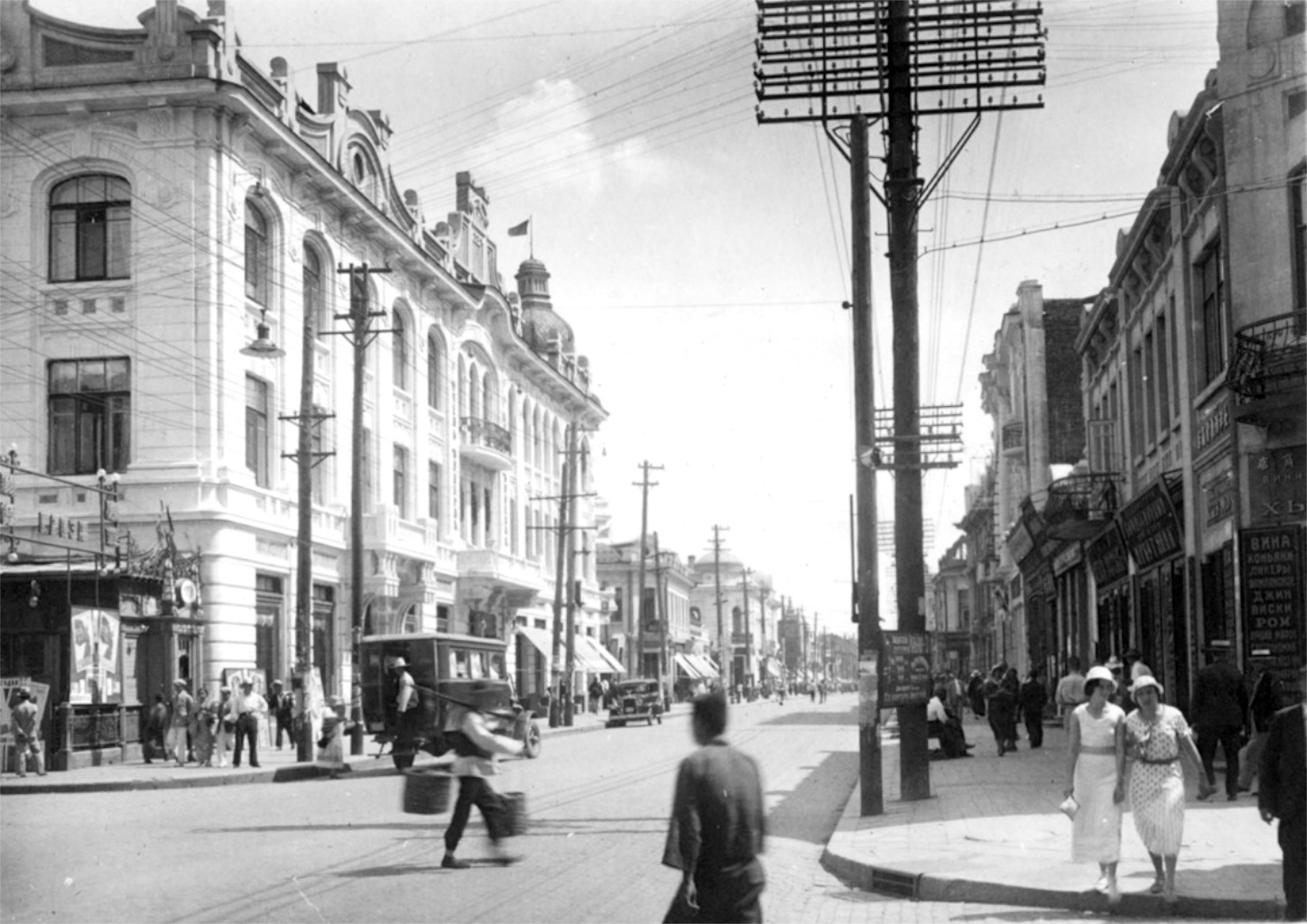
马迭尔宾馆（左）旧照

中央大街由石板铺成，全街建有欧式建筑71座，汇集了文艺复兴、巴洛克、折衷主义及现代多种风格，极具欧陆风情。1996年进行改造装修的中央大街成为中国第一条商业步行街，并成为中国自此之后的众多城市的步行街的典范。

### 中央商城
中央商城是哈尔滨知名的综合商场，于1994年11月26日正式开业，旗下拥有便利店、超市等众多下属企业。

### 中央大街120号：松浦洋行旧址
中央大街120号：松浦洋行旧址，始建于1909年2月，是中央大街上最早的建筑之一。原为日本松浦洋行，现为教育书店。现为哈尔滨最大的巴洛克建筑代表作品，是哈尔滨市I类保护建筑、哈尔滨市文物保护单位。

### 中央大街89号：马迭尔宾馆
中央大街89号的马迭尔宾馆是中央大街上最有代表性的建筑之一。马迭尔宾馆由俄罗斯籍犹太人约瑟·凯斯普出资兴建，建成于1913年，是法国文艺复兴时期路易十四式建筑，建筑风格受新艺术运动思潮影响。目前建筑依然被马迭尔宾馆所用，是哈尔滨市I类保护建筑。2013年被列为第七批全国重点文物保护单位。

### 中央大街73号：奥昆大楼
中央大街73号的奥昆大楼建于1917年，属文艺复兴式建筑。原为犹太商人奥昆经营的商店，满洲国时期曾为协和银行。后为妇女儿童用品商店。建筑原有色彩为灰色，采用扁平的穹顶转角部入口，又以虚窗拱檐突出两侧中间入口。二楼窗口采用爱奥尼亚式浅壁支撑。1997年被哈尔滨市政府公布为哈尔滨市二类保护建筑。2013年作为哈尔滨犹太人活动旧址群的一部分被列为第七批全国重点文物保护单位。

### 道里秋林商店
建于1919年11月月，是秋林商行的道里分行，是具有新艺术运动建筑风格特征的折衷主义建筑。建筑物主体三层，各层间以腰线分割，自上而下窗口逐渐缩小，显现出稳定感；画龙点睛式的一樘三心挟券圆形扁窗为新艺术运动建筑特色定了性，是哈尔滨市一类保护建筑。

### 中央大街112号：华梅西餐厅
位于中央大街112号，始建于1925年，原名为马尔斯西餐茶食店。经营品种以俄餐为主。一楼为现代派欧洲园林式酒吧风格；二楼为克里姆林宫风格，设有高级单间；三楼为俄罗斯现代派风格，分南北两厅。

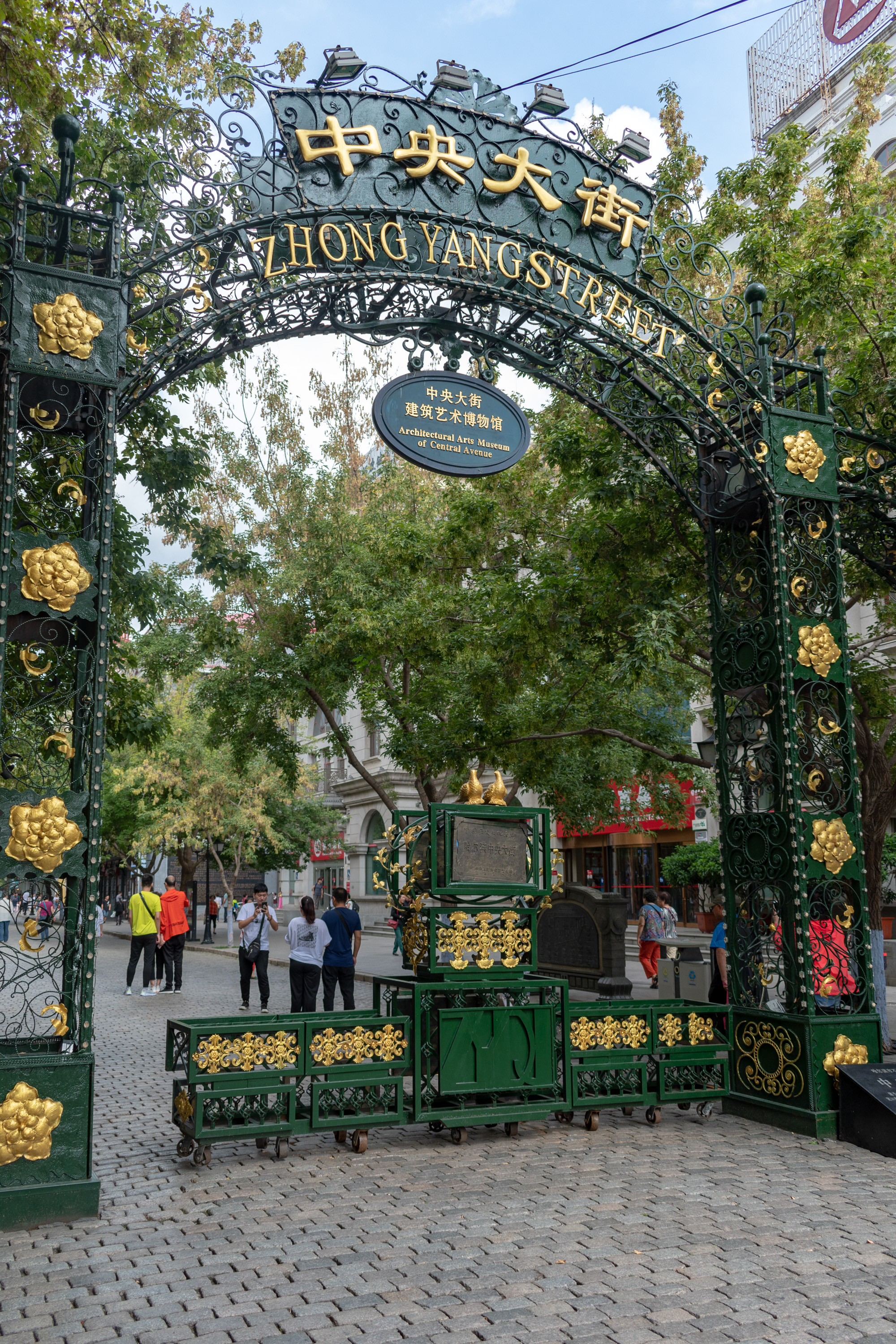
中央大街装饰
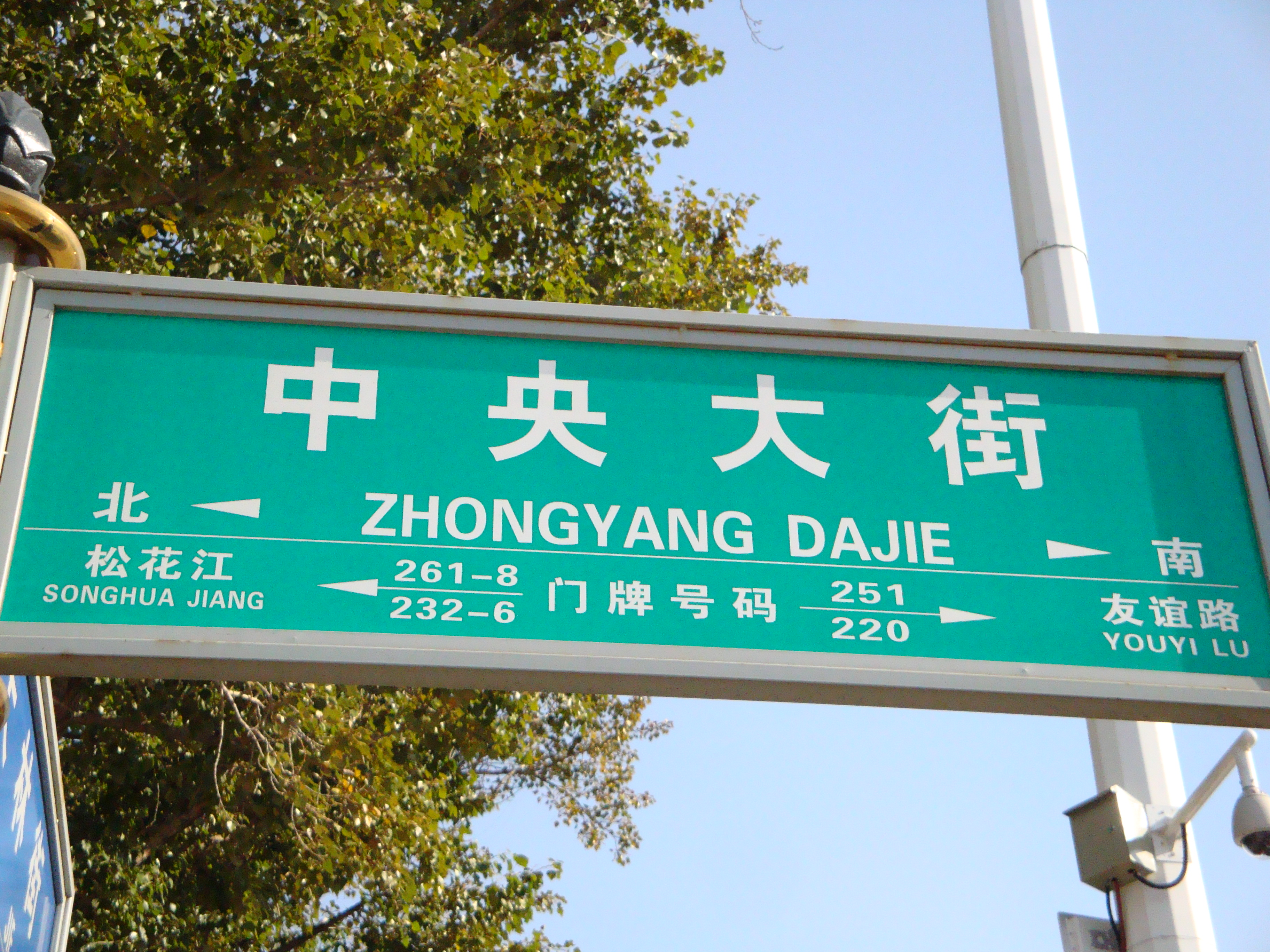
中央大街的路牌
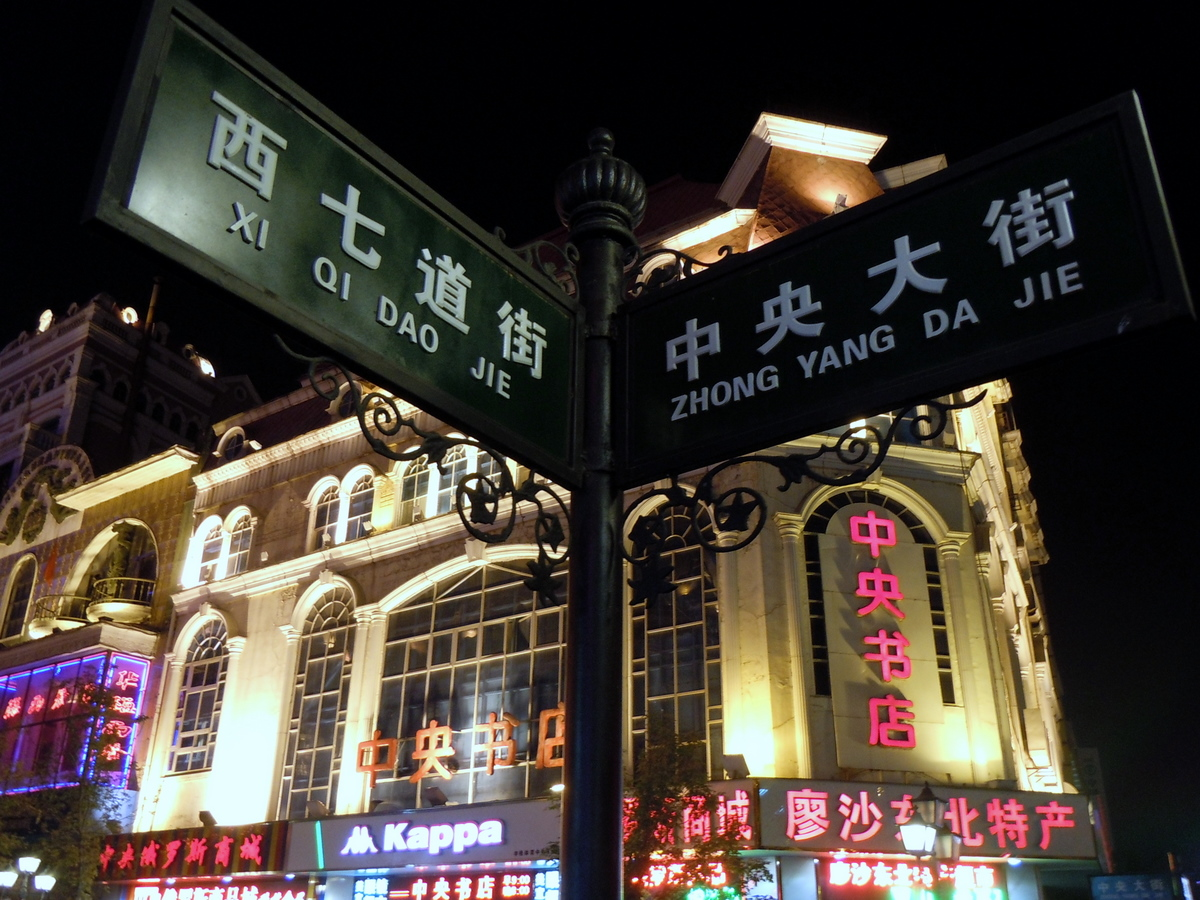
中央书店前的中央大街路标
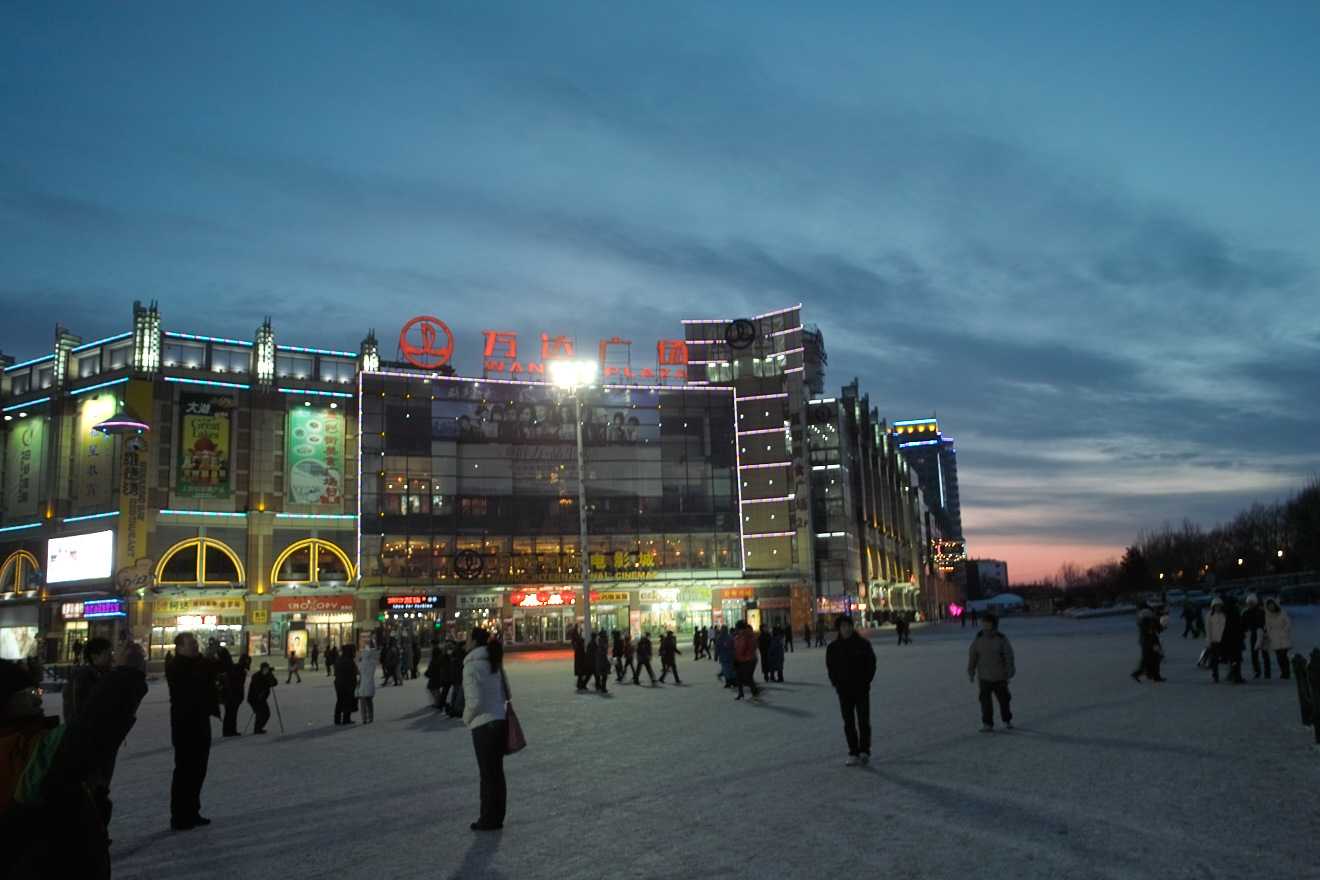
万达广场
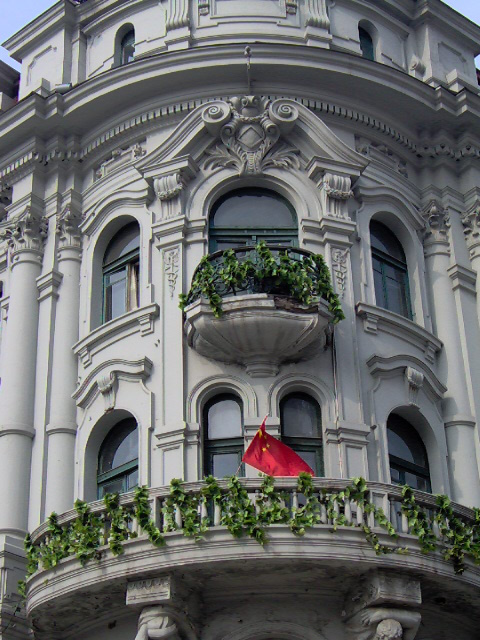
松浦洋行旧址的阳台
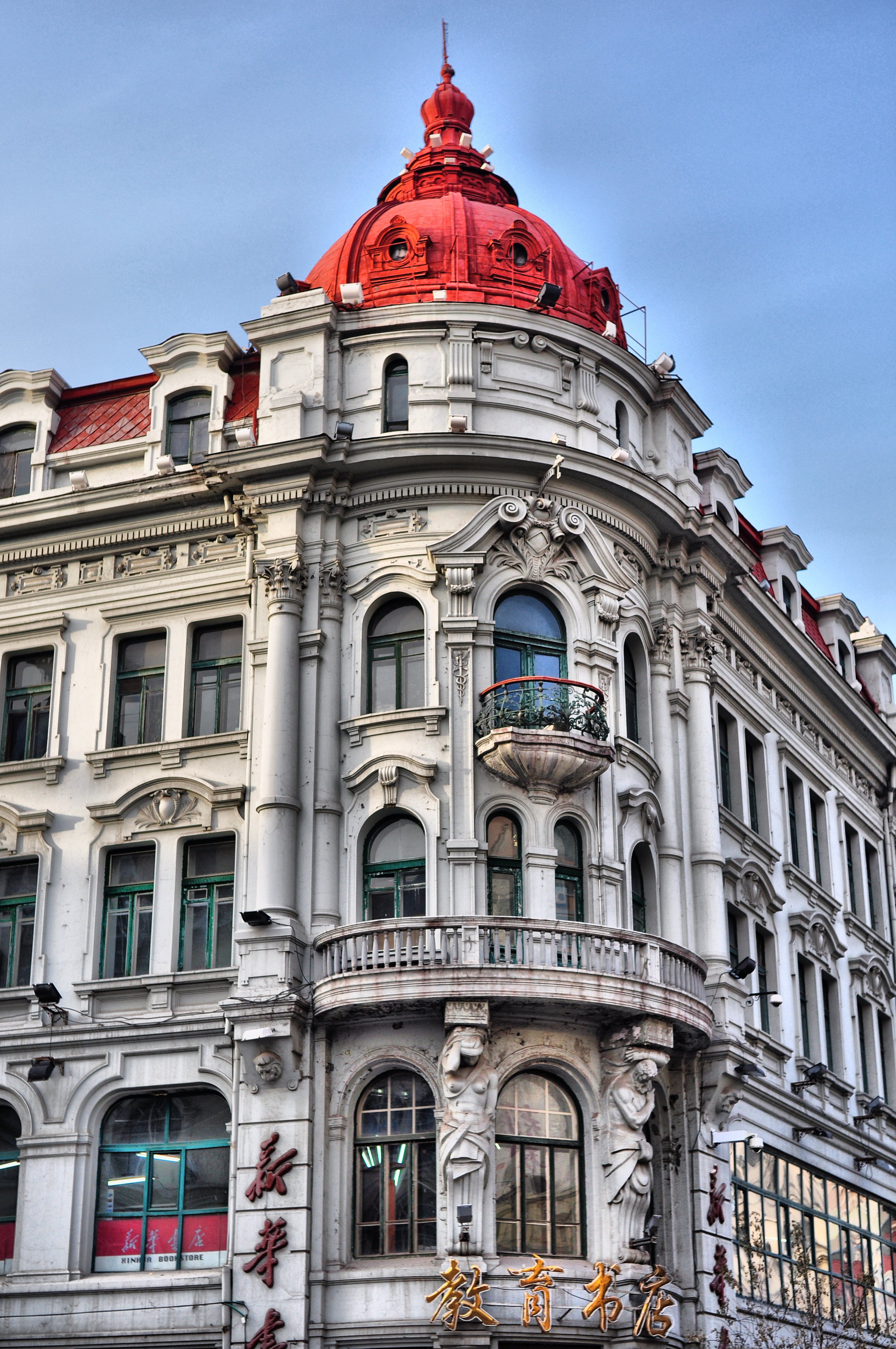
原教育书店
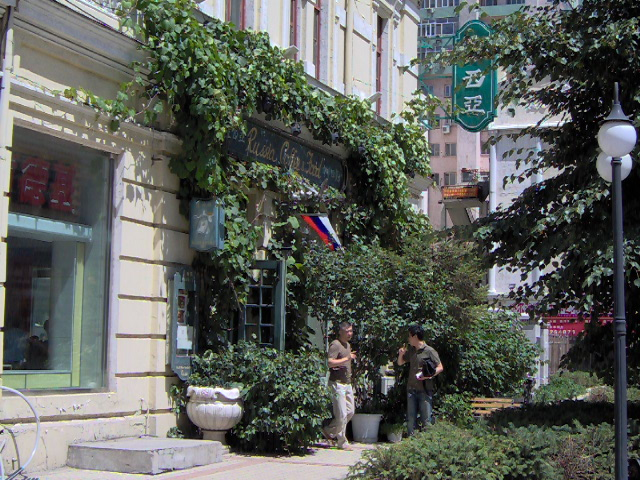
露西亚西餐厅
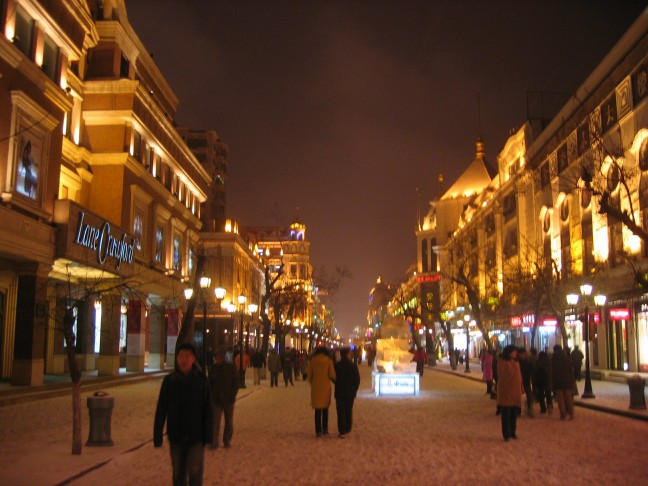
夜景

## 参看
- 步行街
- 文艺复兴
- 巴洛克